# Герман Ройтер (бібліотекар)
Герман Ройтер (нім. Hermann Reuter; 20 червня 1880, Зіген — 11 січня 1970, Дюссельдорф) — німецький бібліотекар, краєзнавець і дослідник діалектів, доктор філософії.

## Біографія
Син кондитера Якоба Ройтера (1838 — 1909) і його дружини Вільгельміни, уродженої Мельсбах (1843 —1918). В нього було четверо братів і сестер: Берта (1872), Ганна (* 1874), Еліза (1876) і Ернст (1882). Ройтер залишився неодруженим; старша сестра Еліза вела його домашнє господарство в Дюссельдорфі.
Після закінчення середньої школи в Зігені Ройтер вивчав германістику, англістику та романістику в Бонні, з 1899 року — у Фрайбурзі. В 1903 році захистив у германіста Фрідріха Клюге дисертацію на тему «Внесок у фонологію діалекту Зігерланда». В 1899 році під час навчання він став членом братства Alemannia Bonn. В 1905 році склав державний іспит на вищу педагогічну професію (основні предмети — німецька, англійська і французька мови) в Карлсруе. В травні 1904 року Ройтер став стажером в університетській бібліотеці Фрайбурга. З 1 квітня 1906 року — робітник державної та міської бібліотеки в Дюссельдорфі. Вже через рік його призначили бібліотекарем і відтоді він працював у науковій службі. В 1928 році очолив бібліотеку і керував нею до виходу на пенсію в 1950 році.
Відразу після початку Другої світової війни Ройтер почав планувати захист бібліотечних фондів. В 1942/44 роках він і його співробітники зберігали всі рукописи, стародруки, спеціальні колекції та приблизно3/4 всього книжкового фонду (близько 174 000 томів) у 15 вибраних замках та соляних копальнях. Значна частина будівлі бібліотеки була зруйнована запалювальними та фугасними бомбами. Реконструкцію та відновлення змогли тимчасово завершити наприкінці 1949 року.
Восени 1943 року завдяки особистому контакту з князем Августом цу Зайн-Віттгенштайн-Гогенштайн організував перенесення бібліотеки імені Генріха Гейне з Державної та міської бібліотеки Дюссельдорфа, якій загрожувала війна, до каплиці замку Віттгенштайн. Звідти її повернули в Дюссельдорф у лютому 1947 року за наказом відділу образотворчих мистецтв британської окупаційної влади.
Крім роботи бібліотекаря, Ройтер десятиліття присвятив лінгвістичним дослідженням, зокрема діалекту своєї батьківщини Зігерланду. Разом зі своїм колишнім шкільним учителем Якобом Гайнцерлінгом він написав «Словник Зігерланда», який вперше був опублікований у 1938 році. Після виходу на пенсію з 1950 року Ройтер присвятив себе виключно місцевій історії Зігена і, перш за все, діалекту Зігерланда, що призвело до нової публікації «Словника Зігерланда» в 1968 році, який він самостійно редагував.

## Нагороди
- Хрест «За заслуги у військовій допомозі» (1917) — за заснування «Центрального управління добровільної благодійної служби», яке під час Першої світової війни надавало інформацію про поранених і зниклих безвісти солдатів.
- Почесний знак «За вірну службу» 1-го ступеня (1940; 40 років)
- Почесний член Історичного товариства Дюссельдорфа (1955)
- Орден «За заслуги перед Федеративною Республікою Німеччина», офіцерський хрест (5 квітня 1957) — за порятунок архіву Генріха Гейне під час Другої світової війни.